# 台灣業餘戰隊聯賽
台灣業餘戰隊聯賽（簡稱台灣戰隊聯賽、TCL），2011年1月成立。創始隊有Rush、StorM、Nw、WYD、Extreme，至2011年目前為止有
台灣業餘戰隊十隊：Rush、StorM、Nw、WYD、Extreme、MaD、eQ、Slam、eSc共九隊。
第二季參賽大陸戰隊：Dhc、new、Legacy、ETD、LinYu
第二季參賽澳洲戰隊：nGen
第四季參賽新加坡戰隊：Infi
第四季參賽日本戰隊：神風Japan
第四季參賽韓國戰隊：aLive

## 發展歷史
- 2011年1月1日~3月30日：TCL第一季開始，參賽隊伍為Rush、StorM、Nw、WYD、Extreme，冠軍為Rush
- 2011年4月1日~6月30日：：TCL第二季開始，開放國外業餘戰隊參賽，參賽隊伍為Rush、StorM、Nw、WYD、MaD、Extreme、Dhc、new、Legacy、ETD、LinYu，冠軍為nGen
- 2008年7月28日~10月30日：TCL第三季開始，參賽隊伍為Rush、StorM、Nw、WYD、Extreme、MaD、eQ、Slam、eSc共九隊。

## 知名主播
- Beta

- BigBoss

- Joeman

- QbabyStorM

- Sobad

- 高精

- 吉國

## TCL介紹
關於TCL (Taiwan Clan League)台灣戰隊聯賽
臺灣長期以來缺乏健全且具規模的業餘甲組電子競技聯賽，有鑑於《星海爭霸II》的轟動上市，不但喚起許多即時戰略選手的熱情，更讓許多有興趣舉辦各項賽事的主辦單位躍躍欲試，上一代星海爭霸已經在韓國穩定地經營職業賽事10年，而台灣專屬的賽事舞台在哪呢?
星盟TCL總監Ken表示：「因為有許多玩家對於電子競技運動的熱情，還有對於《星海爭霸II》的喜愛，讓我興起了舉辦這樣季賽的念頭。 雖然自己無法成為職業的電競選手，但透過像是臺灣電子競技聯盟(TeSL)的電視轉播，讓更多的人看到這些高手達人們不可思議的精彩表現，或許臺灣電子競技環境還不成熟，但總覺得應該有所作為，而透過這些甲組健全且完整的比賽，更有機會找出更多個SEn，下一個能夠站在世界舞臺的「臺灣之光」，因此毅然決定舉辦TCL季賽」。TCL (Taiwan Clan League)台灣業餘戰隊聯賽，目前是透過《星海爭霸II》台灣伺服器進行的聯賽
台灣暴雪電子競技部門不斷在TCL推動過程中給予各方面的協助，讓比賽不論在執行上，可看度上都能一直更上層樓！也讓許多玩家與觀眾衷心感受到官方對於這類甲組聯賽活動的支持與鼓勵!